# 호쇼마루
호쇼마루(鵬翔丸)는 에도 막부 말기에 막부가 보유한 서양식 범선이다. 주로 연습선으로 사용되었다.

## 개요
전신은 1857년에 제작된 영국 상선 ‘카타리나 테레지아’였다. 1858년(안세이 5년), 사가번이 네덜란드에 발주한 공작 기계를 수송하여 나가사키 항에 기항한 것을 막부가 나가사키 해군전습소 등에서 사용할 연습선으로 구입했다. 가쓰 가이슈에 의하면, 나가사키 해군전습소의 연습선 ‘간코마루’가 쓰키지 군함교수소(이후 군함조련소)로 이적해 버렸기 때문에, 새로운 연습선 ‘간린마루’가 도착할 때까지 보충이 필요했다. ‘간린마루’는 전년 8월에 일본에 도착했지만, 가로 범선 항해 연습에 적합한 선박이 필요했었기 때문이었다고 한다.。
본선은 증기 기관은 없는 목조 범선으로 제원은 길이 약 36m, 폭 약 7.5m, 340톤이다. 범장 형식은 가쓰 가이슈가 정리한 ‘선박보’에 따르면 3개의 돛대 중 앞의 2개에 가로 돛을, 마지막 꼬리 돛대에 세로 돛을 펼친 3장 바크였다고 한다. 호이센 반 갓텐디케는 스쿠너였다고 말하고 있지만, 이것은 범장 형식이 아닌 군함의 등급 구분의 의미가 될 수 있다. 무장으로는 대포 4문을 갖추었다.

## 참고자료
- 갓텐디케 (저), 水田信利（역） 『나가사키 해군전습소의 나날』 平凡社〈東洋文庫〉, 1964년
- 勝海舟 『海軍歴史』復刻版 原書房〈明治百年史叢書〉, 1967년
- 藤井哲博 『나가사키 해군전습소, 19세기 동서문화의 접점』 中央公論社〈中公新書〉, 1991년